# Football Club Lugano 2010-2011
Questa voce raccoglie le informazioni riguardanti il Football Club Lugano nelle competizioni ufficiali della stagione 2010-2011.

## Stagione
Nella stagione 2010-2011 il Lugano, allenato da Marco Schällibaum, concluse il campionato di Challenge League al 3º posto. In Coppa Svizzera il Lugano fu eliminato agli ottavi di finale dal Sion.

## Rosa
| N. |                       | Ruolo | Calciatore         |
| -- | --------------------- | ----- | ------------------ |
| 1  | Italia (bandiera)     | P     | Alex Cordaz        |
| 2  | Brasile (bandiera)    | D     | Rafael             |
| 3  | Camerun (bandiera)    | D     | Patrice Feussi     |
| 4  | Svizzera (bandiera)   | D     | Philippe Montandon |
| 4  | Italia (bandiera)     | C     | Luca Baldo         |
| 5  | Svizzera (bandiera)   | D     | Selver Hodžić      |
| 7  | Portogallo (bandiera) | C     | Carlos da Silva    |
| 8  | Croazia (bandiera)    | D     | Marko Bašić        |
| 9  | Svizzera (bandiera)   | C     | Remo Staubli       |
| 10 | Serbia (bandiera)     | C     | Sehar Fejzulahi    |
| 11 | Svizzera (bandiera)   | C     | Pascal Schürpf     |
| 13 | Svizzera (bandiera)   | D     | Daniel Maffi       |
| 13 | Nigeria (bandiera)    | C     | Steven Ukoh        |
| 15 | Svizzera (bandiera)   | C     | Michele Maggetti   |
| 16 | Svizzera (bandiera)   | D     | Pascal Thrier      |

| N. |                       | Ruolo | Calciatore                |
| -- | --------------------- | ----- | ------------------------- |
| 17 | Svezia (bandiera)     | A     | Linus Hallenius           |
| 18 | Svizzera (bandiera)   | P     | Michael Casanova          |
| 18 | Portogallo (bandiera) | P     | Silvio Pinheiro           |
| 19 | Svizzera (bandiera)   | C     | Antoine Rey               |
| 20 | Svizzera (bandiera)   | D     | Dennis Iapichino          |
| 22 | Italia (bandiera)     | D     | Palmiro Di Dio            |
| 23 | Brasile (bandiera)    | C     | Felipe Campanholi Martins |
| 24 | Svizzera (bandiera)   | A     | Salvatore Guarino         |
| 25 | Svizzera (bandiera)   | D     | Samuele Preisig           |
| 27 | Argentina (bandiera)  | A     | Dante Senger              |
| 28 | Svizzera (bandiera)   | C     | Alessio Bottani           |
| 29 | Svizzera (bandiera)   | C     | Mattia Bottani            |
| 31 | Svizzera (bandiera)   | A     | Guilherme Afonso          |
| 32 | Svizzera (bandiera)   | A     | Davide Foglio             |
|    | Croazia (bandiera)    | A     | Marko Livaja              |

## Organigramma societario
Area tecnica
- Allenatore: Roberto Morinini, Marco Schällibaum
- Allenatore in seconda:
- Preparatore dei portieri:
- Preparatori atletici:

## Calciomercato

### Sessione estiva
| Acquisti | Acquisti         | Acquisti        | Acquisti |
| R.       | Nome             | da              | Modalità |
| -------- | ---------------- | --------------- | -------- |
| A        | Guilherme Afonso | Grasshoppers    |          |
| P        | Michael Casanova | Locarno         |          |
| D        | Palmiro Di Dio   | Foggia          |          |
| D        | Selver Hodžić    | Neuchâtel Xamax |          |
| D        | Dennis Iapichino | Bienne          |          |
| A        | Dante Senger     | Locarno         |          |
| C        | Remo Staubli     | Sciaffusa       |          |
| C        | Steven Ukoh      | Young Boys II   |          |

| Cessioni | Cessioni                  | Cessioni         | Cessioni |
| R.       | Nome                      | a                | Modalità |
| -------- | ------------------------- | ---------------- | -------- |
| A        | Sílvio Carlos de Oliveira | Losanna          |          |
| D        | Michele Coppola           | Kriens           |          |
| D        | Luca Denicolá             | Vaduz            |          |
| C        | Charles-André Doudin      | Bienne           |          |
| C        | Michaël Perrier           | Chiasso          |          |
| A        | Steve Pinau               | Aviron Bayonnais |          |
| C        | Fulvio Sulmoni            | Locarno          |          |
| P        | Gabriel Wüthrich          | Lucerna          |          |

### Sessione invernale
| Acquisti | Acquisti        | Acquisti | Acquisti |
| R.       | Nome            | da       | Modalità |
| -------- | --------------- | -------- | -------- |
| D        | Rafael          | Avaí     |          |
| A        | Linus Hallenius | Genoa    |          |
| C        | Pascal Schürpf  | Basilea  |          |

| Cessioni | Cessioni      | Cessioni | Cessioni |
| R.       | Nome          | a        | Modalità |
| -------- | ------------- | -------- | -------- |
| A        | Pascal Renfer | Wohlen   |          |

## Risultati

### Challenge League

#### andata
| Arbitro: | Gremaud |

|                                      |           |              |
| Senger 42’, 63’ Bašić 77’ Afonso 87’ | Marcatori | 17’ Tarchini |

| Arbitro: | Circhetta |

|  |           |                                      |
|  | Marcatori | 29’ (rig.), 51’ Senger 90’ Fejzulahi |

| Arbitro: | Winter |

|                              |           |  |
| Afonso 15’ Senger 72’ (rig.) | Marcatori |  |

| Arbitro: | Jaccottet |

|  |           |                         |
|  | Marcatori | 27’, 82’ Senger 76’ Rey |

| Arbitro: | Bieri |

|               |           |                     |
| Montandon 18’ | Marcatori | 11’ Roux 52’ Silvio |

| Arbitro: | Jaccottet |

|                           |           |  |
| Senger 13’ (rig.) Rey 23’ | Marcatori |  |

| Arbitro: | Amhof |

|  |           |                                                      |
|  | Marcatori | 6’ Martins 22’ (rig.) Senger 57’ Silva 90’ Fejzulahi |

| Arbitro: | Wermelinger |

|                                         |           |  |
| Senger 22’ (rig.) Afonso 79’ Feussi 83’ | Marcatori |  |

| Arbitro: | Huwiler |

|                          |           |                        |
| Senger 41’ Montandon 57’ | Marcatori | 39’ Chatton 82’ Veloso |

| Arbitro: | Graf |

|                   |           |                   |
| Bieli 4’ Iten 69’ | Marcatori | 44’ (rig.) Senger |

| Arbitro: | Carrell |

|                              |           |            |
| Senger 26’ (rig.) Afonso 44’ | Marcatori | 9’ Valente |

| Arbitro: | Gremaud |

|                         |           |             |
| Bastida 28’ Lezcano 82’ | Marcatori | 75’ Preisig |

| Arbitro: | Wermelinger |

|  |           |            |
|  | Marcatori | 41’ Afonso |

| Arbitro: | Klossner |

|               |           |  |
| Fejzulahi 59’ | Marcatori |  |

| Arbitro: | Jaccottet |

|  |           |                       |
|  | Marcatori | 41’ Di Dio 67’ Afonso |

#### ritorno
| Arbitro: | Gremaud |

|                      |           |           |
| Bašić 82’ Senger 86’ | Marcatori | 49’ Bader |

| Arbitro: | Laperrière |

|                  |           |                                    |
| Etoundi 47’, 63’ | Marcatori | 18’ Afonso 29’ Martins 74’ Schürpf |

| Arbitro: | Amhof |

|  |           |            |
|  | Marcatori | 26’ Senger |

| Arbitro: | Klossner |

|                          |           |                |
| Montandon 36’ Senger 45’ | Marcatori | 73’ Grossklaus |

| Arbitro: | Huwiler |

|           |           |                          |
| Touré 18’ | Marcatori | 22’ Fejzulahi 90’ Afonso |

| Arbitro: | San |

|            |           |                          |
| Weller 39’ | Marcatori | 66’ Hallenius 80’ Afonso |

| Arbitro: | Erlachner |

|                         |           |              |
| Preisig 15’ Schürpf 65’ | Marcatori | 74’ Bouziane |

| Arbitro: | Amhof |

|  |           |                         |
|  | Marcatori | 34’ Baldo 64’ Fejzulahi |

| Arbitro: | Winter |

|                      |           |                   |
| Fejzulahi 20’ (rig.) | Marcatori | 29’, 67’ Besseyre |

| Arbitro: | Jancevski |

|                        |           |                                 |
| Preisig 21’ Afonso 27’ | Marcatori | 73’, 83’ (rig.), 90’ Kuzmanovic |

| Arbitro: | Laperrière |

|                         |           |  |
| Šabanović 18’ Gashi 68’ | Marcatori |  |

| Arbitro: | Pache |

|  |           |                                                    |
|  | Marcatori | 20’, 72’, 86’ Eudis 50’, 66’ Estéban 69’ Karanović |

| Arbitro: | Erlachner |

|                               |           |               |
| Silvio 72’ Moussilou 82’, 88’ | Marcatori | 50’ Iapichino |

| Arbitro: | Gremaud |

|           |           |           |
| Baldo 66’ | Marcatori | 5’ Pnishi |

| Arbitro: | Jaccottet |

|             |           |                               |
| Germann 48’ | Marcatori | 54’ Senger 62’, 68’ Hallenius |

### Coppa Svizzera
| 19 settembre 2010, ore 14:30 CEST Primo turno | Ibach | 0 – 2 | Lugano |  |

| 16 ottobre 2010, ore 16:00 CEST Secondo turno | Black Stars Basilea | 0 – 3 | Lugano |  |

| 21 novembre 2010, ore 14:30 CET Ottavi di finale | Lugano | 2 – 3 | Sion |  |

## Statistiche

### Statistiche di squadra
| Competizione     | Punti | In casa | In casa | In casa | In casa | In casa | In casa | In trasferta | In trasferta | In trasferta | In trasferta | In trasferta | In trasferta | Totale | Totale | Totale | Totale | Totale | Totale | DR  |
| Competizione     | Punti | G       | V       | N       | P       | Gf      | Gs      | G            | V            | N            | P            | Gf           | Gs           | G      | V      | N      | P      | Gf     | Gs     | DR  |
| ---------------- | ----- | ------- | ------- | ------- | ------- | ------- | ------- | ------------ | ------------ | ------------ | ------------ | ------------ | ------------ | ------ | ------ | ------ | ------ | ------ | ------ | --- |
| Challenge League | 62    | 15      | 9       | 2       | 4       | 27      | 21      | 15           | 11           | 0            | 4            | 29           | 14           | 30     | 20     | 2      | 8      | 56     | 35     | +21 |
| Coppa Svizzera   | -     | 1       | 0       | 0       | 1       | 2       | 3       | 2            | 2            | 0            | 0            | 5            | 0            | 3      | 2      | 0      | 1      | 7      | 3      | +4  |
| Totale           | 62    | 16      | 9       | 2       | 5       | 29      | 24      | 17           | 13           | 0            | 4            | 34           | 14           | 33     | 22     | 2      | 9      | 63     | 38     | +25 |

### Andamento in campionato
| Giornata  | 1 | 2 | 3 | 4 | 5 | 6 | 7 | 8 | 9 | 10 | 11 | 12 | 13 | 14 | 15 | 16 | 17 | 18 | 19 | 20 | 21 | 22 | 23 | 24 | 25 | 26 | 27 | 28 | 29 | 30 |
| --------- | - | - | - | - | - | - | - | - | - | -- | -- | -- | -- | -- | -- | -- | -- | -- | -- | -- | -- | -- | -- | -- | -- | -- | -- | -- | -- | -- |
| Luogo     | C | T | C | T | C | C | T | C | C | T  | C  | T  | T  | C  | T  | C  | T  | T  | C  | T  | T  | C  | T  | C  | C  | T  | C  | T  | C  | T  |
| Risultato | V | V | V | V | P | V | V | V | N | P  | V  | P  | V  | V  | V  | V  | V  | V  | V  | V  | V  | V  | V  | P  | P  | P  | P  | P  | N  | V  |
| Posizione | 2 | 1 | 2 | 1 | 3 | 3 | 1 | 1 | 1 | 2  | 2  | 4  | 3  | 3  | 2  | 1  | 1  | 1  | 1  | 1  | 1  | 1  | 1  | 1  | 1  | 1  | 1  | 2  | 3  | 3  |

Legenda:

Luogo: C = Casa; T = Trasferta. Risultato: V = Vittoria; N = Pareggio; P = Sconfitta.

### Statistiche dei giocatori
| Giocatore    | Barrage Super League | Barrage Super League | Barrage Super League | Barrage Super League | Challenge League | Challenge League | Challenge League | Challenge League | Totale   | Totale | Totale      | Totale     |
| Giocatore    | Presenze             | Reti                 | Ammonizioni          | Espulsioni           | Presenze         | Reti             | Ammonizioni      | Espulsioni       | Presenze | Reti   | Ammonizioni | Espulsioni |
| ------------ | -------------------- | -------------------- | -------------------- | -------------------- | ---------------- | ---------------- | ---------------- | ---------------- | -------- | ------ | ----------- | ---------- |
| G. Afonso    | 0                    | 0                    | 0                    | 0                    | 29               | 10               | 4                | 0                | 29       | 10     | 4           | 0          |
| L. Baldo     | 0                    | 0                    | 0                    | 0                    | 13               | 2                | 4                | 0                | 13       | 2      | 4           | 0          |
| M. Bašić     | 2                    | 0                    | 0                    | 0                    | 27               | 2                | 5                | 0                | 29       | 2      | 5           | 0          |
| A. Bottani   | 0                    | 0                    | 0                    | 0                    | 0                | 0                | 0                | 0                | 0        | 0      | 0           | 0          |
| M. Bottani   | 0                    | 0                    | 0                    | 0                    | 0                | 0                | 0                | 0                | 0        | 0      | 0           | 0          |
| M. Casanova  | 0                    | 0                    | 0                    | 0                    | 1                | 0                | 1                | 0                | 1        | 0      | 1           | 0          |
| L. Ciana     | 0                    | 0                    | 0                    | 0                    | 0                | 0                | 0                | 0                | 0        | 0      | 0           | 0          |
| M. Coppola   | 0                    | 0                    | 0                    | 0                    | 0                | 0                | 0                | 0                | 0        | 0      | 0           | 0          |
| A. Cordaz    | 2                    | 0                    | 0                    | 0                    | 29               | 0                | 1                | 0                | 31       | 0      | 1           | 0          |
| M. Demircan  | 0                    | 0                    | 0                    | 0                    | 0                | 0                | 0                | 0                | 0        | 0      | 0           | 0          |
| L. Denicolá  | 2                    | 0                    | 0                    | 0                    | 0                | 0                | 0                | 0                | 2        | 0      | 0           | 0          |
| P. Di Dio    | 0                    | 0                    | 0                    | 0                    | 14               | 1                | 2                | 0                | 14       | 1      | 2           | 0          |
| C. Doudin    | 1                    | 0                    | 0                    | 0                    | 0                | 0                | 0                | 0                | 1        | 0      | 0           | 0          |
| S. Fejzulahi | 2                    | 0                    | 0                    | 0                    | 24               | 6                | 3                | 0                | 26       | 6      | 3           | 0          |
| P. Feussi    | 2                    | 0                    | 0                    | 0                    | 11               | 1                | 3                | 0                | 13       | 1      | 3           | 0          |
| D. Foglio    | 0                    | 0                    | 0                    | 0                    | 0                | 0                | 0                | 0                | 0        | 0      | 0           | 0          |
| S. Guarino   | 0                    | 0                    | 0                    | 0                    | 0                | 0                | 0                | 0                | 0        | 0      | 0           | 0          |
| L. Hallenius | 0                    | 0                    | 0                    | 0                    | 9                | 3                | 0                | 0                | 9        | 3      | 0           | 0          |
| S. Hodžić    | 0                    | 0                    | 0                    | 0                    | 19               | 0                | 4                | 0                | 19       | 0      | 4           | 0          |
| D. Iapichino | 0                    | 0                    | 0                    | 0                    | 25               | 1                | 1                | 0                | 25       | 1      | 1           | 0          |
| M. Livaja    | 0                    | 0                    | 0                    | 0                    | 0                | 0                | 0                | 0                | 0        | 0      | 0           | 0          |
| D. Maffi     | 0                    | 0                    | 0                    | 0                    | 5                | 0                | 1                | 0                | 5        | 0      | 1           | 0          |
| M. Maggetti  | 2                    | 0                    | 0                    | 0                    | 16               | 0                | 4                | 0                | 18       | 0      | 4           | 0          |
| F. Martins   | 1                    | 0                    | 0                    | 0                    | 23               | 2                | 6                | 0                | 24       | 2      | 6           | 0          |
| P. Montandon | 2                    | 1                    | 2                    | 0                    | 27               | 3                | 4                | 1                | 29       | 4      | 6           | 1          |
| M. Perrier   | 2                    | 0                    | 0                    | 0                    | 0                | 0                | 0                | 0                | 2        | 0      | 0           | 0          |
| S. Pinau     | 0                    | 0                    | 0                    | 0                    | 0                | 0                | 0                | 0                | 0        | 0      | 0           | 0          |
| S. Pinheiro  | 0                    | 0                    | 0                    | 0                    | 0                | 0                | 0                | 0                | 0        | 0      | 0           | 0          |
| M. Portillo  | 2                    | 0                    | 0                    | 0                    | 0                | 0                | 0                | 0                | 2        | 0      | 0           | 0          |
| S. Preisig   | 1                    | 0                    | 0                    | 1                    | 24               | 3                | 4                | 0                | 25       | 3      | 4           | 1          |
| R. Rafael    | 0                    | 0                    | 0                    | 0                    | 2                | 0                | 1                | 0                | 2        | 0      | 1           | 0          |
| P. Renfer    | 0                    | 0                    | 0                    | 0                    | 8                | 0                | 0                | 0                | 8        | 0      | 0           | 0          |
| A. Rey       | 1                    | 0                    | 0                    | 0                    | 20               | 2                | 2                | 0                | 21       | 2      | 2           | 0          |
| P. Schürpf   | 0                    | 0                    | 0                    | 0                    | 16               | 2                | 1                | 0                | 16       | 2      | 1           | 0          |
| D. Senger    | 0                    | 0                    | 0                    | 0                    | 22               | 17               | 3                | 0                | 22       | 17     | 3           | 0          |
| C. Silva     | 2                    | 0                    | 0                    | 0                    | 19               | 1                | 2                | 0                | 21       | 1      | 2           | 0          |
| C. Silvio    | 2                    | 0                    | 1                    | 0                    | 0                | 0                | 0                | 0                | 2        | 0      | 1           | 0          |
| R. Staubli   | 0                    | 0                    | 0                    | 0                    | 7                | 0                | 2                | 0                | 7        | 0      | 2           | 0          |
| F. Sulmoni   | 0                    | 0                    | 0                    | 0                    | 0                | 0                | 0                | 0                | 0        | 0      | 0           | 0          |
| P. Thrier    | 2                    | 0                    | 1                    | 0                    | 25               | 0                | 3                | 0                | 27       | 0      | 4           | 0          |
| S. Ukoh      | 0                    | 0                    | 0                    | 0                    | 1                | 0                | 0                | 0                | 1        | 0      | 0           | 0          |
| G. Wüthrich  | 0                    | 0                    | 0                    | 0                    | 0                | 0                | 0                | 0                | 0        | 0      | 0           | 0          |